# Montoliu de Segarra
Montoliu de Segarra település Spanyolországban, Lleida tartományban. Montoliu de Segarra Llorac, Guimerà, Vallfogona de Riucorb, Cervera, Ribera d’Ondara, Talavera és Montornès de Segarra községekkel határos. Lakosainak száma 180 fő (2024).

## Népesség
A település népessége az utóbbi években az alábbiak szerint változott:
| Lakosok száma | 239  | 937  | 829  | 509  | 210  | 190  | 193  | 193  | 179  | 180  |
|               | 1717 | 1887 | 1936 | 1960 | 1986 | 2004 | 2009 | 2014 | 2019 | 2024 |